# Le Malesherbois
Le Malesherbois ist eine französische Gemeinde mit 8.022 Einwohnern (Stand: 1. Januar 2022) im Département Loiret in der Region Centre-Val de Loire und gehört zum Kanton Le Malesherbois im Arrondissement Pithiviers. 
Sie entstand als Commune nouvelle mit Wirkung vom 1. Januar 2016, indem die bisherigen Gemeinden Malesherbes, Coudray, Labrosse, Mainvilliers, Manchecourt, Nangeville und Orveau-Bellesauve zusammengelegt wurden. Alle ehemaligen Gemeinden verfügen seither in der neuen Gemeinde über den Status einer Commune déléguée.

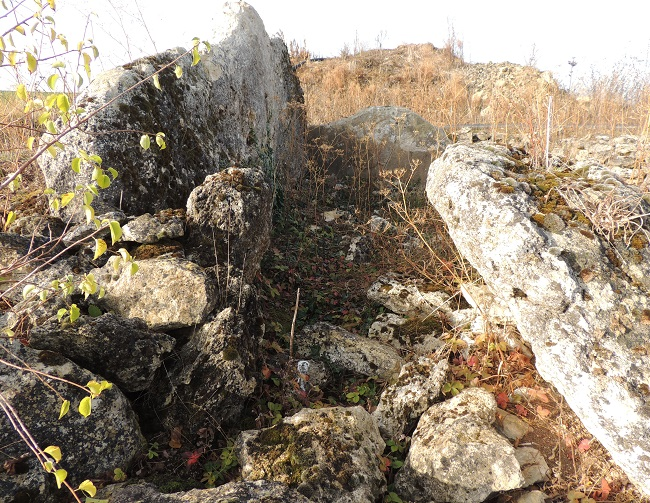
Der Dolmen de Mailleton ist seit 1979 ein Monument historique

## Gliederung
| Ortsteil                      | ehemaliger INSEE-Code | Fläche (km²) | Einwohnerzahl zum 1. Januar 2022 |
| ----------------------------- | --------------------- | ------------ | -------------------------------- |
| Malesherbes (Verwaltungssitz) | 45191                 | 17,61        | 6.004                            |
| Coudray                       | 45106                 | 12,42        | 0386                             |
| Labrosse                      | 45057                 | 04,09        | 095                              |
| Mainvilliers                  | 45190                 | 10,30        | 0262                             |
| Manchecourt                   | 45192                 | 16,23        | 0750                             |
| Nangeville                    | 45221                 | 08,59        | 0112                             |
| Orveau-Bellesauve             | 45236                 | 15,80        | 0413                             |

## Lage
Nachbargemeinden sind 
- Boigneville im Norden,
- Nanteau-sur-Essonne im Nordosten,
- Buthiers, Boulancourt, Augerville-la-Rivière und Dimancheville im Osten,
- Briarres-sur-Essonne, Aulnay-la-Rivière und Ramoulu im Süden,
- Césarville-Dossainville, Audeville, Blandy, Brouy im Westen,
- Champmotteux im Nordwesten.

Die Gemeindegemarkung überschneidet sich mit dem Regionalen Naturpark Gâtinais français.